# (37367) 2001 VC
2001 VC (asteroide 37367) é um asteroide da cintura principal. Possui uma excentricidade de 0.33648150 e uma inclinação de 22.78450º.
Este asteroide foi descoberto no dia 6 de novembro de 2001 por NEAT em Palomar.